# St Pancras
St Pancras è un quartiere nel nord di Londra, situato nel borgo londinese di Camden, del quale è capoluogo.